# 閩南
閩南（國際音標：[ban²⁴⁻²² lam²⁴]），又稱下南（平話字：Â-nàng，國際音標：[a˥˥ naŋ˥˧]）。是指福建省（簡稱閩）南部，晉江流域和九龍江流域一帶，東臨臺灣海峽，行政上有中華人民共和國政府治理的福建省南部漳州、泉州、廈門三個地級市及其下轄代管的各縣市，以及中華民國治理的福建省金門縣。經濟發達，有閩南金三角之稱。閩南文化以福建南部為基地，輻射台灣以及東南亞的新加坡、汶萊、菲律賓、馬來西亞、印尼等國，為南洋華人優勢族群。至於粵東潮汕、海陸豐等地區雖然有使用闽南语的族群，但不被視作閩南。

## 外部連結
- 张彬村：〈宋代闽南海贸习俗的形成 （页面存档备份，存于）〉。